# Santinho político
No contexto da política partidária, santinho é uma propaganda impressa com informações como nome do candidato e seu número, distribuída nas vésperas de uma eleição, na chamada boca de urna. O nome santinho vem de uma prática relacionada à Igreja Católica, em que as igrejas distribuem pequenos papeis com imagens coloridas de santos, que são chamados de "Santinho".
No Senado Federal tramita o Projeto de Lei n° 2276 de 2019, que torna obrigatória a produção de santinhos em materiais biodegradáveis. A proposta é oriunda de uma sugestão popular enviada ao Senado por meio do Portal e-Cidadania por um cidadão do Rio de Janeiro.
O dicionário Houaiss confirma que uma das acepções da palavra é: "Rubrica: política, publicidade. Regionalismo: Brasil. Uso: informal. Pequeno prospecto de propaganda eleitoral com retrato e número do candidato a cargo público. O tamanho padrão usado para esta arte é de 65x90mm